# Chris Mihm
Christopher Steven Mihm, detto Chris (Milwaukee, 16 luglio 1979), è un ex cestista statunitense, professionista nella NBA.
Dopo aver giocato nel basket collegiale presso la University of Texas at Austin, è stato scelto con la 7ª scelta assoluta nel draft NBA 2000 da parte dei Chicago Bulls.

## Carriera NBA

### Cleveland Cavaliers (2000–2003)
Mihm è stato selezionato nel 2000 con la 7ª scelta dai Chicago Bulls, ma è stato poi immediatamente girato ai Cleveland Cavaliers in uno scambio con Jamal Crawford. Durante la sua stagione da rookie, ha fatto parte del quintetto iniziale in 43 delle 59 partite per i Cavs, ma alcuni infortuni gli hanno fatto perdere 23 partite.
Nella sua seconda stagione con i Cavaliers, ha fatto parte del quintetto iniziale 60 delle 74 partite che ha giocato, ma ha perso otto partite per una contusione al ginocchio destro. Nella sua terza stagione, ha perso le prime 27 partite a causa di un problema ai legamenti del ginocchio. Ha iniziato la stagione 2003-2004 con i Cavaliers, giocando 22 gare. A dicembre è stato poi scambiato ai Boston Celtics insieme ai compagni di squadra Tony Battie, Kedrick Brown e Eric Williams in cambio di Ricky Davis, Michael Stewart e una futura seconda scelta al draft.

### Boston Celtics (2003–2004)
A Boston, Mihm è stato prevalentemente una riserva dietro all'altro centro Mark Blount. Mihm ha giocato in 54 partite per i Celtics. Nella off-season è stato ceduto ai Los Angeles Lakers insieme a Chucky Atkins e Jumaine Jones in cambio dei contratti di Gary Payton e Rick Fox e di una futura scelta al primo turno.

### Los Angeles Lakers (2004–2009)
Nella sua prima stagione con i Lakers, Mihm ha giocato come centro titolare in tutte le sue 75 partite. Ha mancato 7 partite a causa di un disturbo gastrointestinale e di una caviglia destra dolorante. Ha anche avuto i suoi career high di 25 punti con 11/18 dal campo in occasione della partita del 12 dicembre 2004 contro Orlando.
Nella sua seconda stagione con i Lakers, è entrato in campo con il quintetto iniziale 56 volte in 59 partite, con una media di 10,2 punti in carriera su 5,5 tiri dal campo. Ha perso 6 partite a causa di una spalla destra infortunata e ha perso 17 partite di stagione regolare oltre a tutte quelle dei play-off di quell'anno a causa di una caviglia destra molto dolorante.
Nella stagione successiva, ha perso tutte le partite perché stava recuperando dai suoi interventi all'articolazione della caviglia.
Rifirmato dai Lakers, è tornato a giocare una partita NBA nell'ottobre 2007, a oltre un anno e mezzo dall'ultima apparizione. Nell'arco di due anni, tuttavia, è riuscito a giocare complessivamente solo 41 partite di regular season sulle 164 totali, più una partita di play-off in cui è stato comunque utilizzato meno di 3 minuti.

### Memphis Grizzlies (2009)
Il 18 febbraio 2009, Mihm è stato scambiato con i Grizzlies in cambio di una seconda scelta al secondo turno nel draft NBA 2013. Tuttavia, Mihm non ha mai giocato per i Grizzlies dopo aver subito un'operazione chirurgica alla caviglia destra. Di conseguenza, ha finito per ritirarsi dal basket professionistico.

## Statistiche

### College
| Anno      | Squadra         | PG | PT | MP   | TC%  | 3P%  | TL%  | RP   | AP  | PRP | SP  | PP   |
| --------- | --------------- | -- | -- | ---- | ---- | ---- | ---- | ---- | --- | --- | --- | ---- |
| 1997-1998 | Texas Longhorns | 31 | 28 | 24,8 | 51,4 | 18,2 | 64,7 | 8,0  | 0,5 | 0,4 | 2,9 | 12,4 |
| 1998-1999 | Texas Longhorns | 32 | 32 | 32,1 | 44,9 | 0,0  | 68,3 | 11,0 | 0,6 | 0,4 | 2,6 | 13,7 |
| 1999-2000 | Texas Longhorns | 33 | 33 | 30,7 | 52,3 | 46,7 | 70,7 | 10,5 | 0,7 | 0,3 | 2,7 | 17,7 |
| Carriera  | Carriera        | 96 | 93 | 29,3 | 49,7 | 30,0 | 68,4 | 9,8  | 0,6 | 0,4 | 2,8 | 14,6 |

### NBA

#### Regular season
| Anno      | Squadra             | PG  | PT  | MP   | TC%  | 3P%  | TL%  | RP  | AP  | PRP | SP  | PP   |
| --------- | ------------------- | --- | --- | ---- | ---- | ---- | ---- | --- | --- | --- | --- | ---- |
| 2000-2001 | Cleveland Cavaliers | 59  | 43  | 19,8 | 44,2 | 0,0  | 79,4 | 4,7 | 0,3 | 0,3 | 0,9 | 7,6  |
| 2001-2002 | Cleveland Cavaliers | 74  | 60  | 22,4 | 42,0 | 42,9 | 69,3 | 5,3 | 0,3 | 0,2 | 1,2 | 7,7  |
| 2002-2003 | Cleveland Cavaliers | 52  | 0   | 15,6 | 40,4 | 0,0  | 72,4 | 4,4 | 0,5 | 0,3 | 0,7 | 5,9  |
| 2003-2004 | Cleveland Cavaliers | 22  | 1   | 17,8 | 46,5 | 0,0  | 70,8 | 6,4 | 0,5 | 0,4 | 1,0 | 6,9  |
| 2003-2004 | Boston Celtics      | 54  | 16  | 17,4 | 50,0 | 0,0  | 64,4 | 5,1 | 0,2 | 0,5 | 0,8 | 6,1  |
| 2004-2005 | L.A. Lakers         | 75  | 75  | 24,9 | 50,7 | 0,0  | 67,8 | 6,7 | 0,7 | 0,2 | 1,4 | 9,8  |
| 2005-2006 | L.A. Lakers         | 59  | 56  | 26,1 | 50,1 | 0,0  | 71,6 | 6,3 | 1,0 | 0,3 | 1,2 | 10,2 |
| 2007-2008 | L.A. Lakers         | 23  | 5   | 12,1 | 33,7 | 0,0  | 66,7 | 3,3 | 0,6 | 0,2 | 0,6 | 3,6  |
| 2008-2009 | L.A. Lakers         | 18  | 0   | 5,8  | 37,5 | 0,0  | 85,7 | 1,9 | 0,6 | 0,1 | 0,3 | 2,0  |
| Carriera  | Carriera            | 436 | 256 | 20,1 | 45,9 | 23,1 | 70,4 | 5,3 | 0,5 | 0,3 | 1,0 | 7,5  |

#### Play-off
| Anno     | Squadra        | PG | PT | MP   | TC%  | 3P% | TL%  | RP  | AP  | PRP | SP  | PP  |
| -------- | -------------- | -- | -- | ---- | ---- | --- | ---- | --- | --- | --- | --- | --- |
| 2004     | Boston Celtics | 4  | 0  | 16,3 | 31,8 | 0,0 | 60,0 | 4,5 | 0,0 | 1,0 | 1,0 | 5,0 |
| 2008     | L.A. Lakers    | 1  | 0  | 3,0  | 0,0  | 0,0 | 0,0  | 0,0 | 0,0 | 0,0 | 0,0 | 0,0 |
| Carriera | Carriera       | 5  | 0  | 13,6 | 30,4 | 0,0 | 60,0 | 3,6 | 0,0 | 0,8 | 0,8 | 4,0 |

#### Massimi in carriera
- Massimo di punti: 25 vs Orlando Magic (12 dicembre 2004)[1]
- Massimo di rimbalzi: 22 vs New Orleans Pelicans (22 dicembre 2004)
- Massimo di assist: 5 vs Minnesota Timberwolves (10 gennaio 2005)
- Massimo di palle rubate: 3 (3 volte)
- Massimo di stoppate: 6 (2 volte)
- Massimo di tiri liberi: 8 (2 volte)

## Palmarès
- Big 12 Conference Player of the Year (1999)
- NCAA AP All-America First Team (2000)
- NBA All-Rookie Second Team (2001)